# Ager publicus
Ager publicus (ˈaɡɛr ˈpuːblɪkʊs, tierra pública) es el término latino para referirse a la tierra pública en la Antigua Roma. Normalmente, era adquirida por medio de la confiscación a los enemigos de Roma.

## Historia
En los primeros momentos de la expansión romana en Italia central, el ager publicus era usado para las colonias romanas y latinas, después de 338 a. C. La tradición posterior sostiene que tan temprano como el siglo V a. C., las clases patricias y plebeyas se disputaron los derechos de los ricos para explotar la tierra y, en 367 a. C., dos tribunos de la plebe Cayo Licinio Estolón y Lucio Sestio Laterano promulgaron una ley que limitaba la cantidad de ager publicus que podía ser asignada a cualquier individuo a 500 yugadas, aproximadamente 325 acres (1,32 km²). En el medio siglo que siguió a la batalla de Telamón (c. 225 a. C.), los romanos absorbieron por completo la Galia Cisalpina (norte de Italia), con lo cual añadieron grandes extensiones de tierra al ager publicus, tierra que a menudo era dada a las nuevas colonias latinas o a pequeños propietarios. 
En el sur de Italia, enormes extensiones de tierras recientemente reincorporadas permanecieron como ager publicus, pero tendieron a ser arrendadas a ciudadanos adinerados a cambio de rentas (aunque estas rentas normalmente no fueron recolectadas), a menudo ignorando las leyes de 367 a. C. Otros ager publicus se mantuvieron con los aliados italianos de quienes habían sido confiscados. Tiberio Sempronio Graco intentó enfrentar algunas de estas violaciones en 133 a. C. al reimponer el límite de 500 yugadas y distribuir la tierra excedente a ciudadanos pobres, fracasó debido a su muerte el año siguiente. Hubo un intento similar por parte de su hermano Cayo Sempronio Graco en 123 a. C., también fue boicoteada y acabó asesinado dos años después. En 111 a. C., se promulgó una nueva ley que permitía que pequeños propietarios asumieran la propiedad de su parte del ager publicus.
En tiempos de fines de la República, la mayor parte del ager publicus en Italia había sido distribuida a los veteranos de generales tales como Lucio Cornelio Sila, Cayo Julio César y Cneo Pompeyo Magno, por lo que todo lo que quedaba eran las propiedades de las distintas ciudades y tierras de pastoreo común. En las provincias, el ager publicus fue inmenso y pasó a propiedad del emperador; sin embargo, en realidad, casi todo estaba bajo ocupación privada.